# Baaria

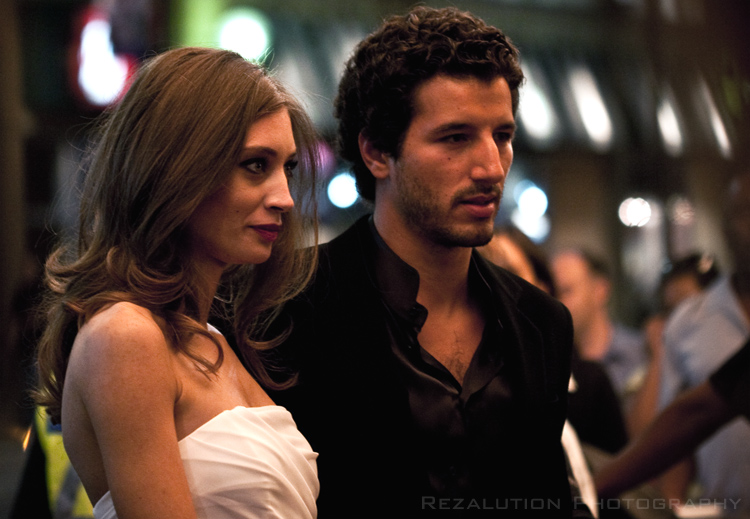
Margareth Madè i Francesco Scianna podczas premiery filmu na MFF w Toronto (2009).

Baaria (syc. Baarìa) – włosko-francuski komediodramat z 2009 roku w reżyserii i według scenariusza Giuseppe Tornatore.
Obraz otworzył 2 września 2009 roku 66. Międzynarodowy Festiwal Filmowy w Wenecji, na którym zdobył Nagrodę im. Pasinettiego. Był oficjalnym kandydatem Włoch do Oscara dla najlepszego filmu nieanglojęzycznego podczas 82. ceremonii wręczenia Oscarów, jednak nominacji nie uzyskał.

## Fabuła
Film opowiada o życiu w sycylijskiej miejscowości Bagheria (syc. Baaria), w latach 1920−1980, oczami młodych kochanków Peppino i Manniny. Oś filmu skupia się na przedstawieniu sycylijskiej rodziny w trzech pokoleniach: od Ciccio, po jego syna Peppino, aż po wnuka Pietra. Podczas okresu faszystowskiego, Ciccio jest skromnym pasterzem, który jednak czas spędza z pasją czytając książki, poematy epickie, wielkie popularne romanse. W czasach, gdy ludzie głodują i w czasie II wojny światowej, jego syn Peppino, jest świadkiem niesprawiedliwości czynionej przez gangsterów i właścicieli gruntów, oraz staje się komunistą. Po wojnie, spotyka kobietę swojego życia. Jej rodzina sprzeciwia się jednak związkowi ze względu na poglądy polityczne Peppino. Jednakże młodzi pobierają się i mają dwójkę dzieci.

## Obsada
- Francesco Scianna jako Peppino Torrenuova
- Margareth Madè jako Mannina
- Gaetano Aronica jako Ciccio
- Marco Iermanò jako Pietro
- Raoul Bova jako reporter Romano
- Ángela Molina jako Sarina
- Enrico Lo Verso jako Minicu
- Luigi Lo Cascio jako dziecko z syndromem Downa
- Laura Chiatti jako studentka
- Beppe Fiorello jako pracownik kantoru
- Nicole Grimaudo jako Sarina
- Leo Gullotta jako Liborio
- Gisella Marengo jako Matilde
- Monica Bellucci jako dziewczyna murarza
- Gabriele Lavia jako nauczycielka

i inni

## Produkcja
Zdjęcia kręcono w Bagherii, Palermo i Piana degli Albanesi oraz na przedmieściach Tunisu.

## Nagrody i nominacje
67. ceremonia wręczenia Złotych Globów
- nominacja: najlepszy film zagraniczny

66. MFF w Wenecji (2009)
- Nagroda im. Pasinettiego − Giuseppe Tornatore

Europejskie Nagrody Filmowe (2010)
- nominacja: Nagroda Publiczności (People's Choice Award)

Nagrody David di Donatello (2010)
- najlepsza muzyka − Ennio Morricone
- nagroda Davida Giovaniego − Giuseppe Tornatore
- nominacja: najlepszy film
- nominacja: najlepszy reżyser − Giuseppe Tornatore
- nominacja: najlepszy producent − Giampaolo Letta i Mario Spedaletti
- nominacja: najlepszy aktor drugoplanowy − ogół męskiej obsady (brak poszczególnej osoby)
- nominacja: najlepsze zdjęcia − Enrico Lucidi
- nominacja: najlepsza scenografia − Maurizio Sabatini
- nominacja: najlepsze kostiumy − Luigi Bonanno
- nominacja: najlepszy montaż − Massimo Quaglia
- nominacja: najlepsze fryzury − Giusy Bovino
- nominacja: najlepsza charakteryzacja − Gino Zamprioli
- nominacja: najlepszy dźwięk − Faouzi Thabet
- nominacja: najlepsze efekty specjalne − Mario Zanot